# قصر تامداخت
قصر تامداخت هو قصرٌ (قريةٌ محصنة) في المغرب، يقعُ في منطقة تيلويت.  بني هذا القصر بتقنية التربة المدكوكة، حيثُ استعمل فيه الطين.